# Línea 7 (EMT Valencia)

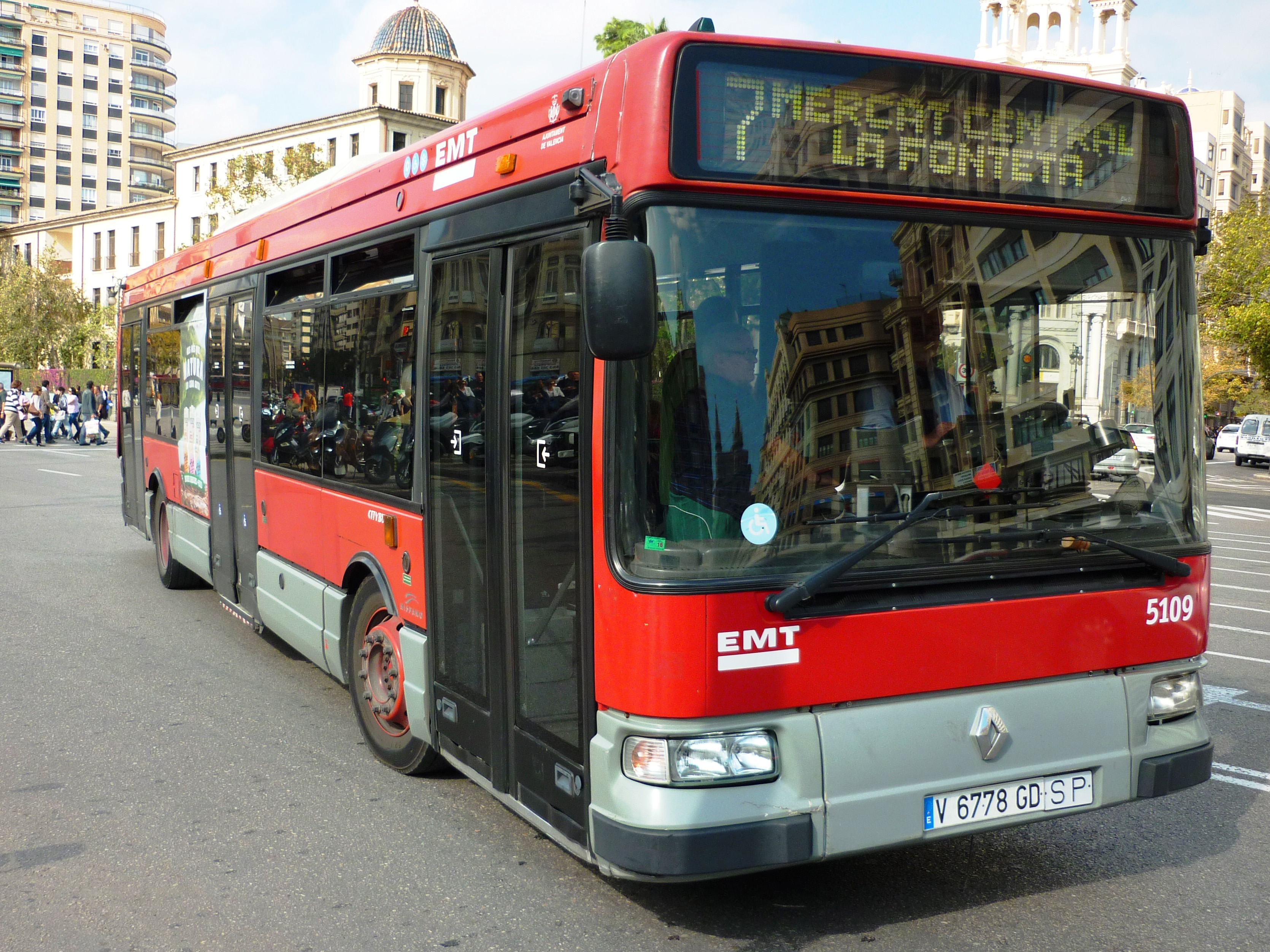
Renault Citybus, unidad 5109 de 1998, dando servicio a la L7 (2016)

La línea 7 de EMT Valencia une el barrio de La Fonteta de Sant Lluís con el Mercado Central de Valencia.

## Características
La regulación de La Fonteta la tiene en la calle Músic Cuesta y finaliza su recorrido en la Plaza Ciudad de Brujas. Sale de Músic Cuesta para coger Gravador Jordán, Font de Sant Lluís, Ausiàs March, Bèrnia, Puigcampana, Font de la Figuera, Sueca, Russafa, Xàtiva, San Agustí, Garrigues y Plaza Ciudad de Brujas. La vuelta la realiza por Baró de Càrcer, Periodista Azzati, Castelló, Cádiz, Font de Sant Lluís, Gravador Jordán a Music Cuesta. Tiene una frecuencia de 10-20 min.

## Historia
Cambia los tranvías por autobuses el 1 de julio de 1964. En 1971 aumentó su servicio hasta la Fuente de San Luis. El 3 de febrero de 1975 amplía su recorrido hacia el interior de Mislata, en la calle Hernán Cortés. En junio de 1978 alteró a la recíproca con la línea 29 su itinerario por el paseo de la Petxina y la calle Brasil. Tuvo agente único en sus coches, a partir del 1 de enero de 1980. En noviembre de 2008 recibe el certificado de la norma de calidad AENOR UNE EN 13816. En septiembre de 2009 modifica definitivamente la regulación en Mislata, entrando y saliendo por la calle San Antonio. El 5 de noviembre de 2012 recorta su trayecto hasta el centro, modificando su nombre a "Mercat Central - Fonteta Sant Lluís. En marzo de 2014 modifica su vuelta al centro, volviendo por Doctor Waksman, Font de la Figuera y Sueca en vez de Zapadores. Debido a la peatonalización de la Lonja, en noviembre del 2015 se hizo de doble dirección el tramo de la avenida del Oeste desde Garrigues hasta la Plaza de Ciudad de Brujas, lo cual hizo que se modificara el itinerario en dirección al Mercado girando a la Calle Garrigues desde la Calle San Vicente en lugar de hacerlo por la Avenida María Cristina, y luego dirigiéndose por la Avenida del Oeste hasta la citada plaza.